# Clinopodium pamphylicum
Clinopodium pamphylicum là một loài thực vật có hoa trong họ Hoa môi. Loài này được (Boiss. & Heldr.) Govaerts mô tả khoa học đầu tiên năm 1999.